# St. Andreas (Verden)

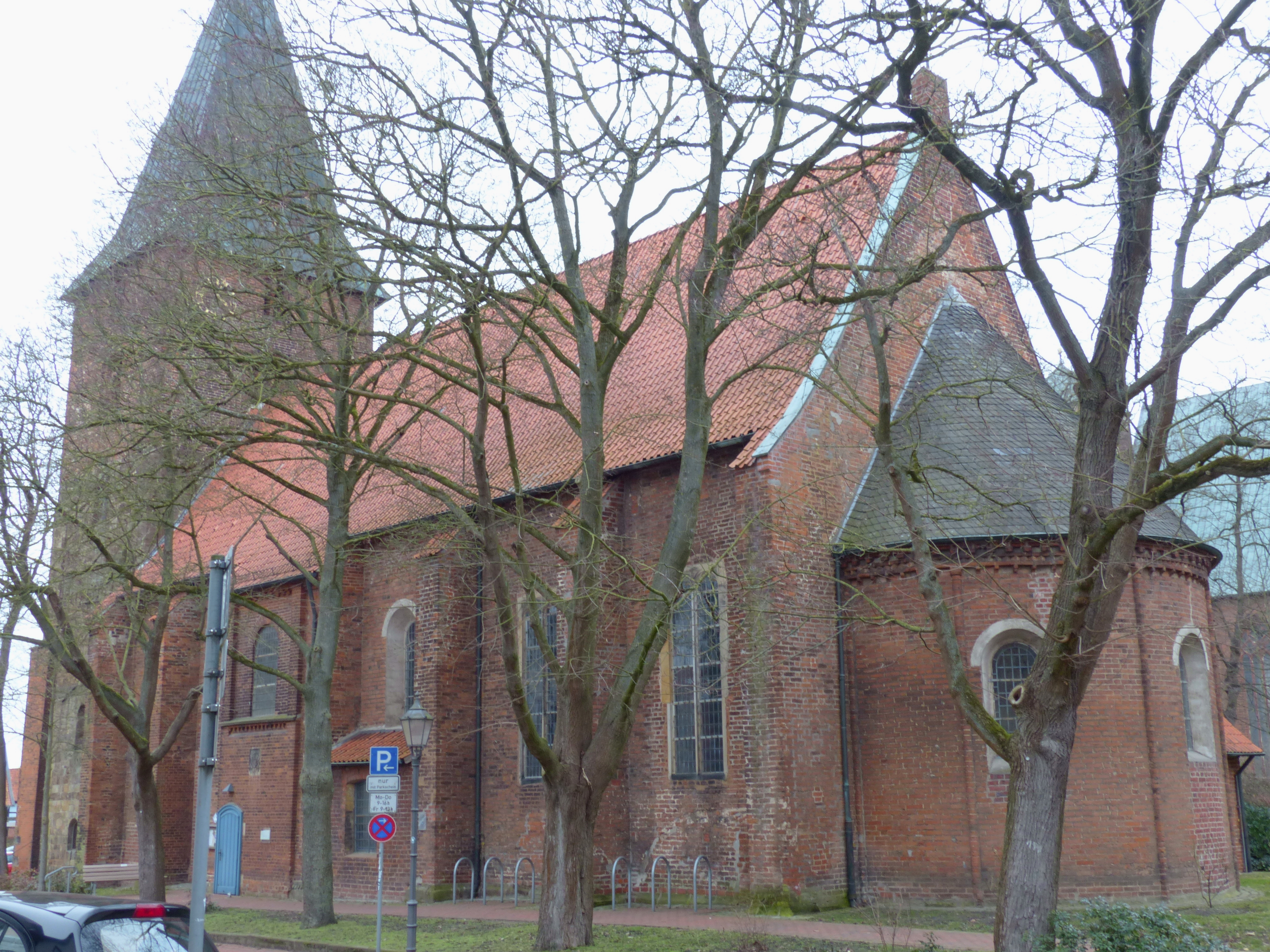
St.-Andreas-Kirche

Die südlich vom Verdener Dom gelegene St.-Andreas-Kirche gehört zum Kirchenkreis Verden der Evangelisch-lutherischen Landeskirche Hannovers.

## Geschichte
Der erste Kirchenbau, etwa aus dem Jahr 1000, war aus Natursteinen errichtet und war möglicherweise die Hauskapelle des Bischofs. Der heutige spätromanische Bau, einschiffig mit Chor und Schiff aus Backstein und dem Sandsteinturm im Westen, wurde im 1. Viertel des 13. Jahrhunderts für ein von Bischof Iso 1220 gegründetes Chorherrenstift errichtet. Nach Untersuchungen des Mauerwerks (gleiche Steinhöhen, makellose Verzahnung) wurde die stilistisch älter wirkende Apsis zusammen mit dem Chor gebaut. Neben den westlichen Strebepfeilern des Chors beginnt mit einer Baunaht das etwas jüngere Schiff, dessen Backsteine etwa 2 cm höher sind.
Die drei Joche des Schiffs sind mit rundbogigen Kreuzgratgewölbe gedeckt, die Apsis mit einer Halbkuppel. Ungewöhnlich für eine romanische Kirche sind die Strebepfeiler außen an den Längswänden. Andererseits unterscheidet sich die Andreaskirche mit ihren klassisch romanischen Gewölbeformen von typischen Kirchenbauten der Spätromanik, in denen nämlich zwar die Fenster und Portale romanisch gestaltet sind, die Gewölbe aber schon gotisch spitzbogige Rippengewölbe.
In spätgotischer Zeit wurde der Turm um zwei Geschosse erhöht und die beiden östlichsten Südfenster des Langhauses vergrößert und mit Fassungen aus Sandstein versehen, ungewöhnlicherweise mit waagerechtem Abschluss. An die Nordseite wurde eine Sakristei angebaut.

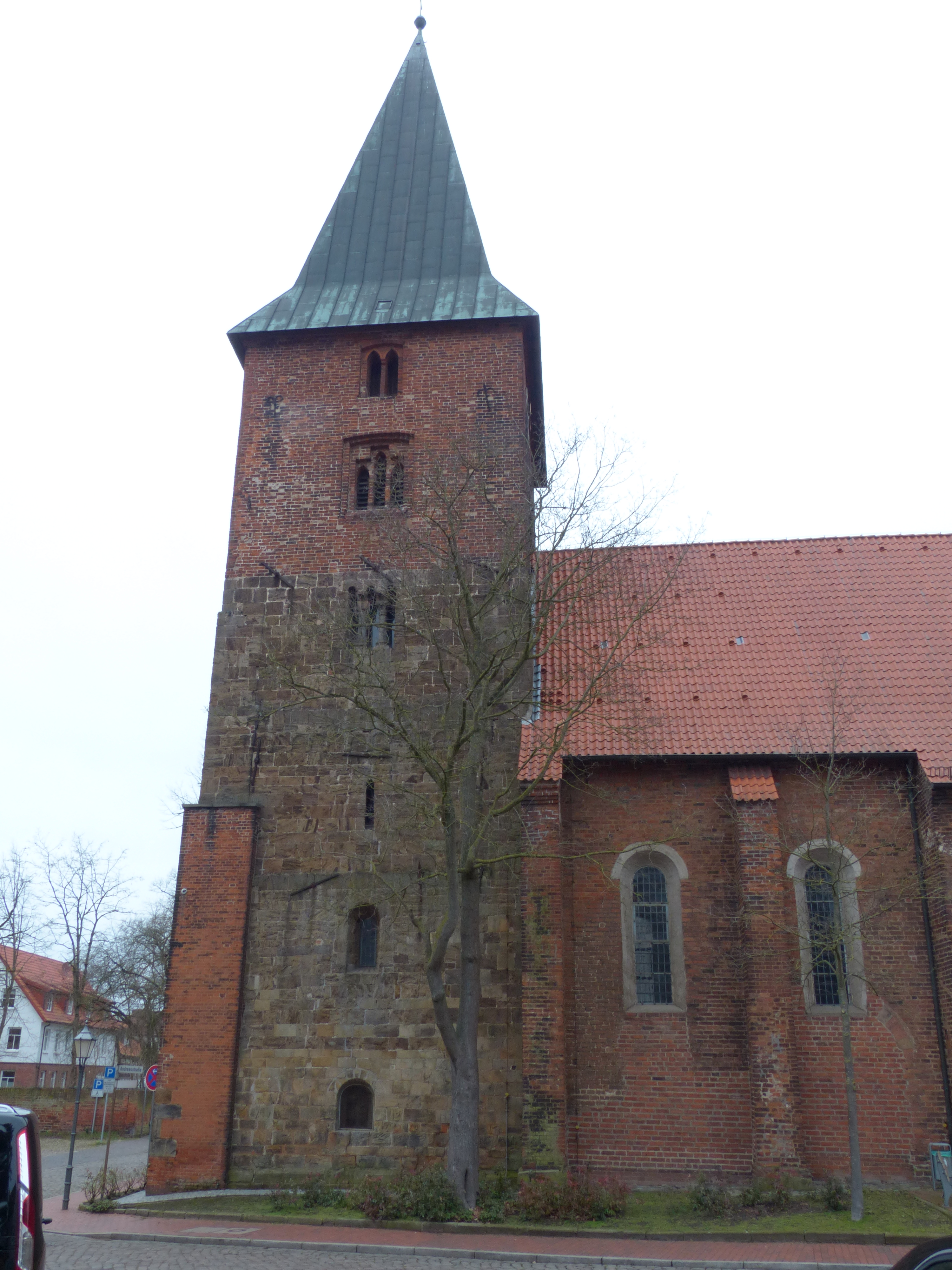
Turm: romanisches Triforium wohl mit Spolien, oberste Geschosse spätgotisch
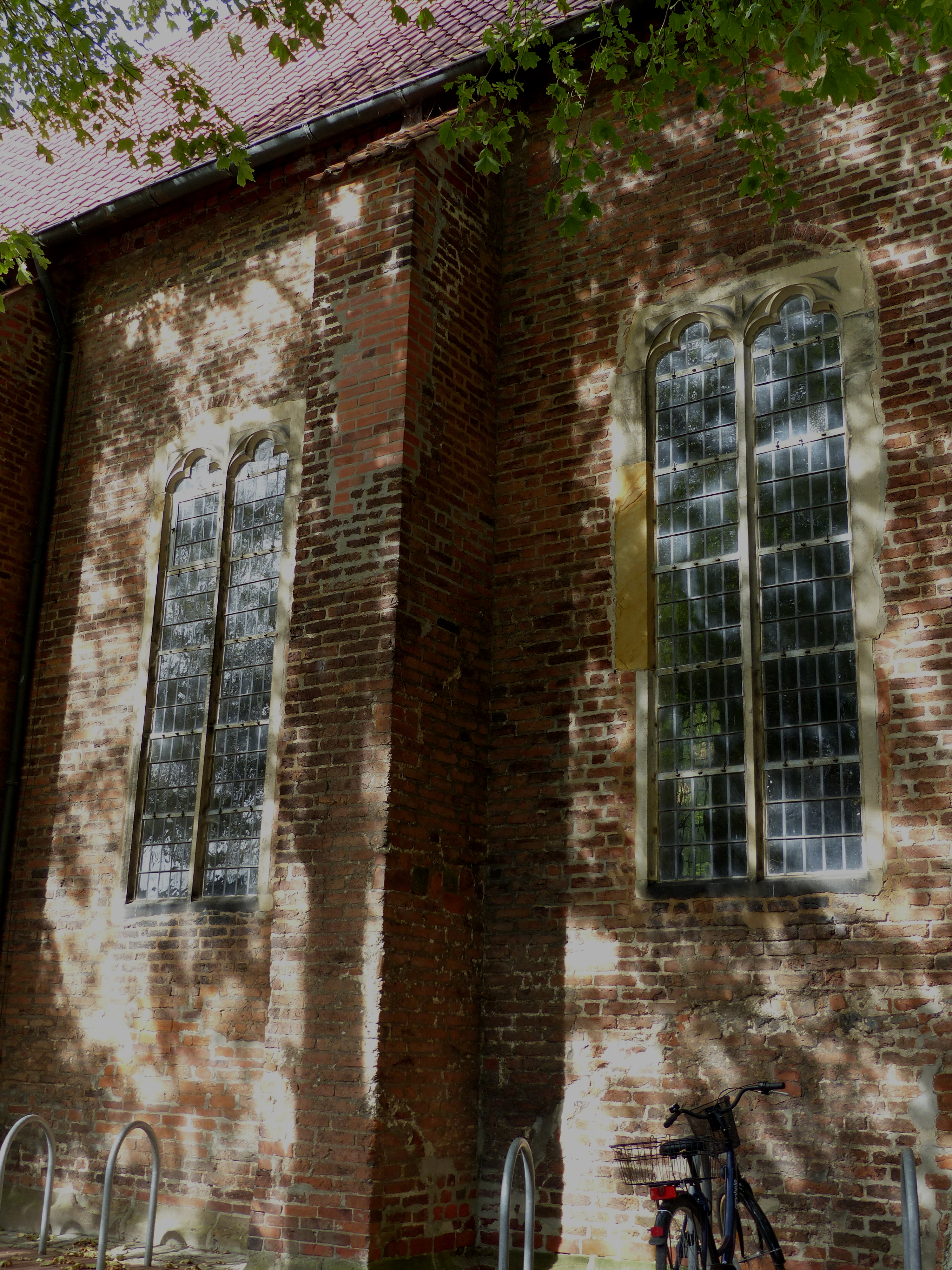
Gotische Chorfenster
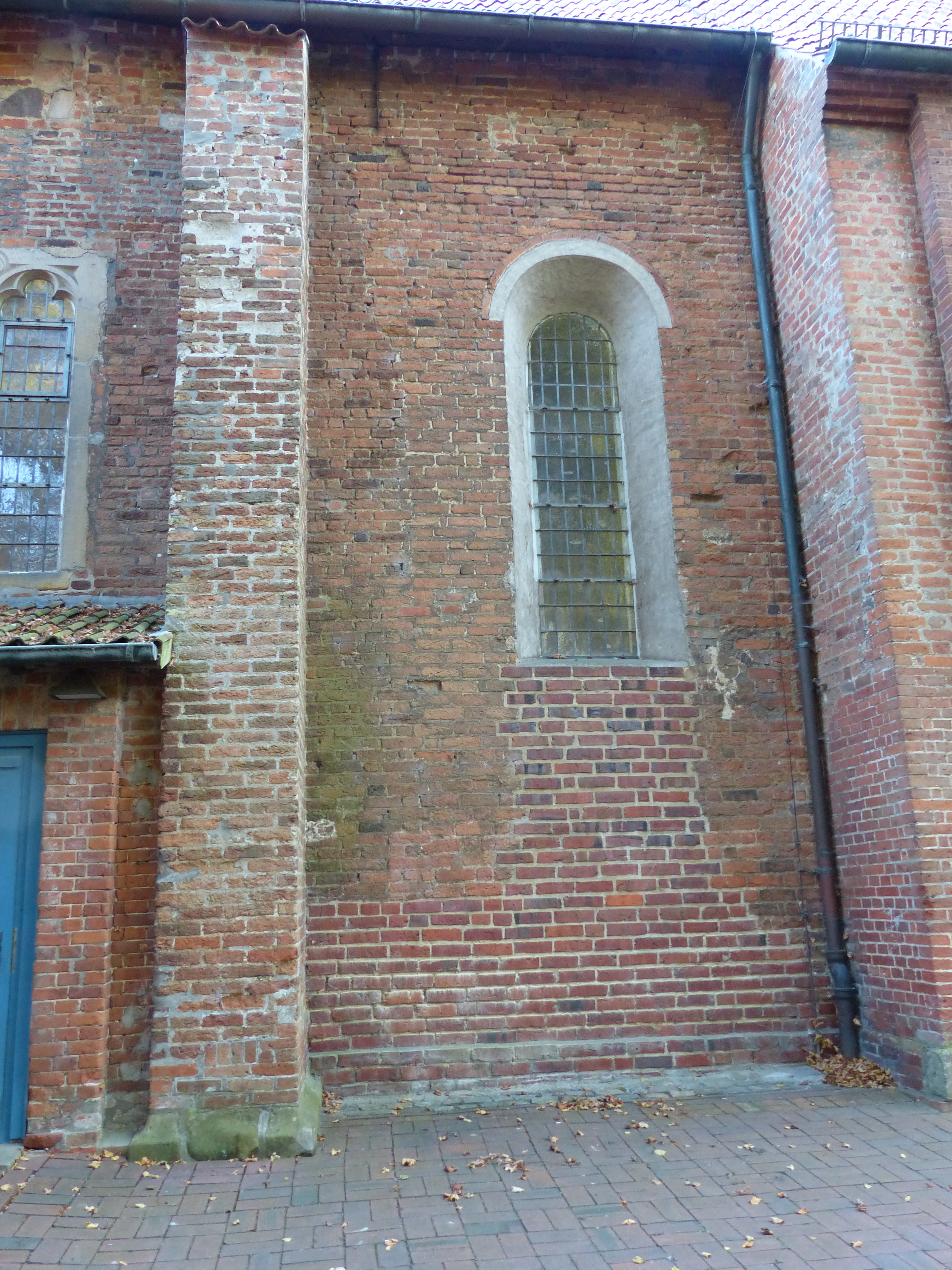
Östliches Joch des Schiffs mit senkrechter, geschlängelter Baunaht neben dem Pfeiler; Backsteine unter dem Fenster neuer
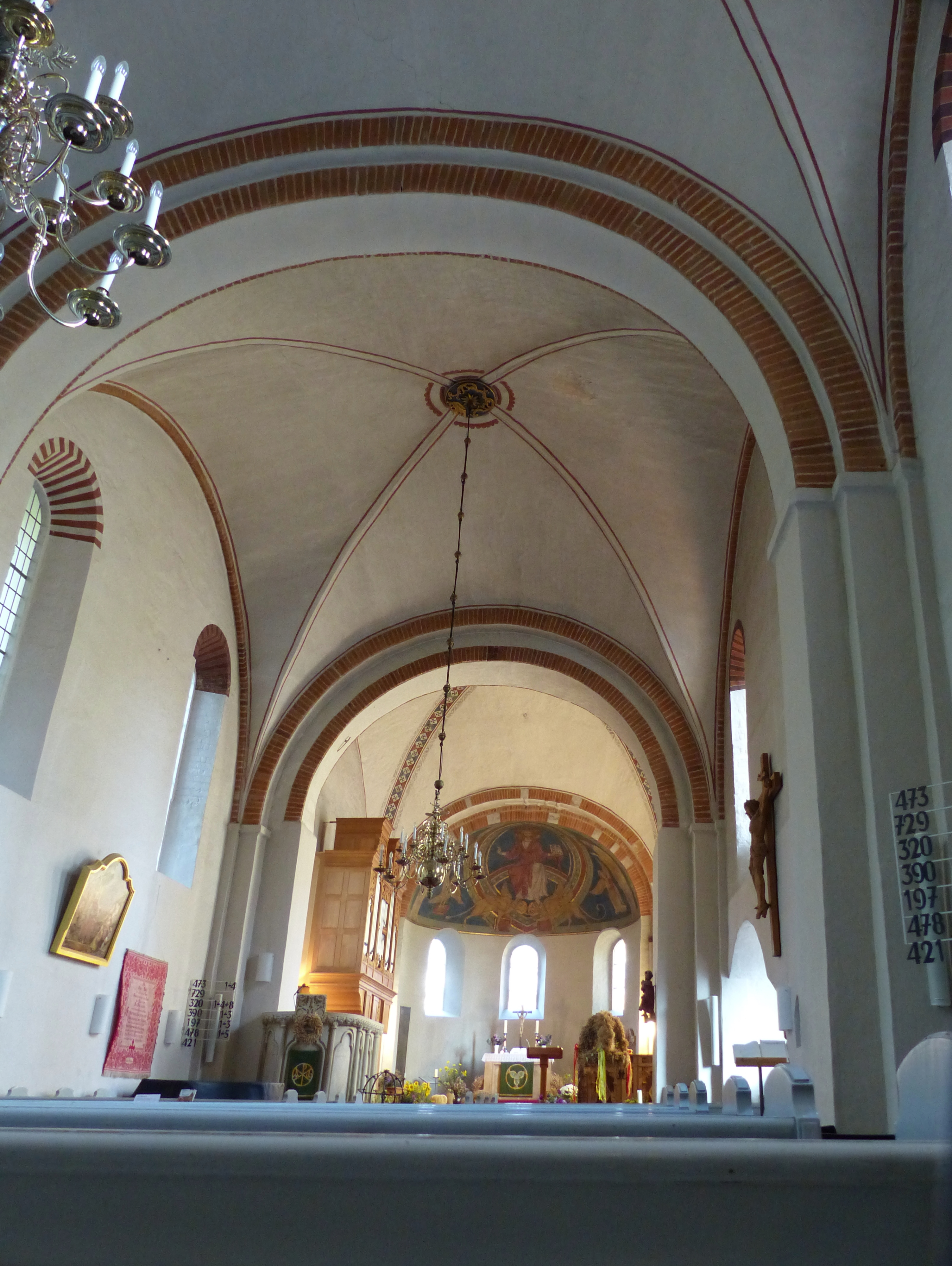
Kreuzgratgewölbe von Schiff und Chor
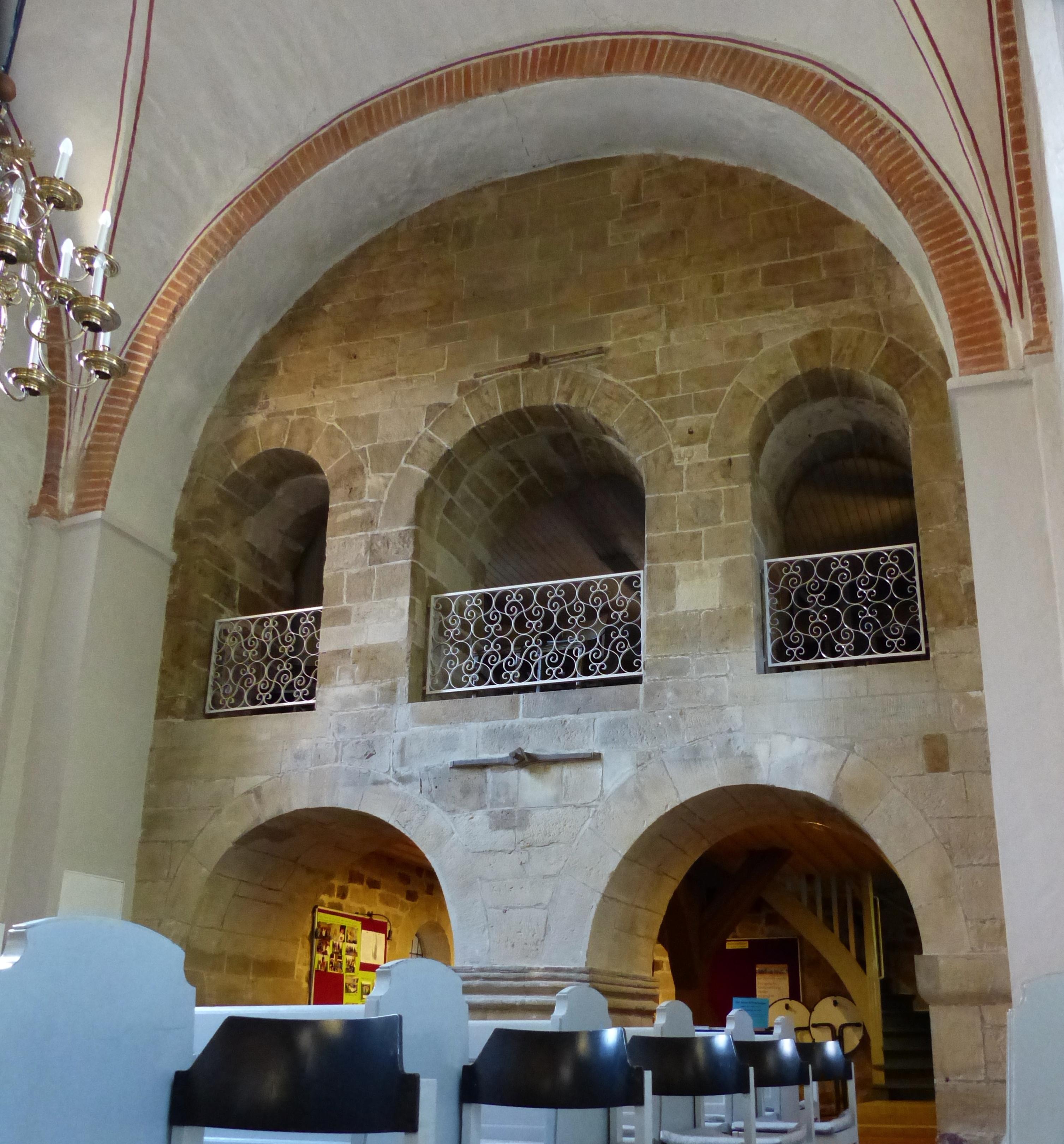
Im Turm Patronatsloge für den Bischof

## Ausstattung

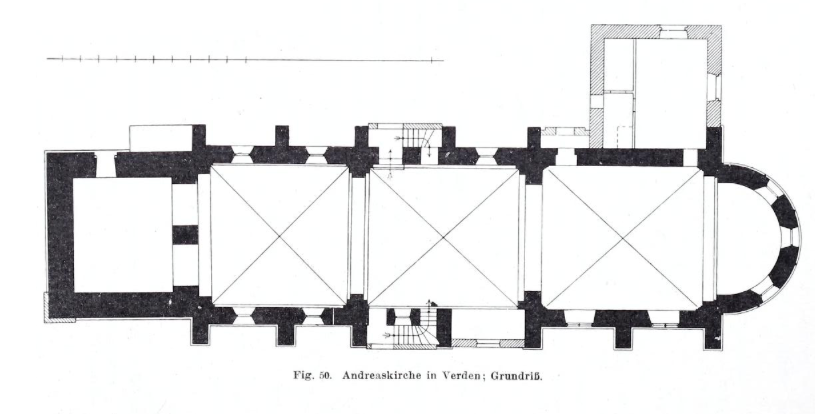
Grundriss

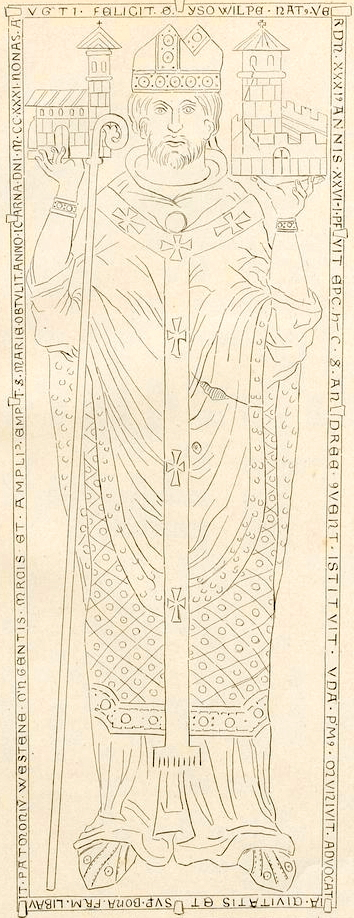
Grabplatte des Bischofs Yso

Ein mittelalterliches Gemälde über dem Altar zeigt Christus als Weltenherrscher mit den vier Evangelisten. Es wurde erst in der Neuzeit bei Renovierungsarbeiten entdeckt. Die Grabplatte des Bischofs Iso stammt aus dem Jahr 1231. Von der übrigen mittelalterlichen Ausstattung ist nichts erhalten geblieben.
Der Taufstein der Kirche stammt aus dem Jahr 1649. Er wurde von einem schwedischen Offizier gestiftet.
Anfang des 20. Jahrhunderts wurden im Gewölbe der Apsis Reste romanischer Fresken entdeckt und von dem hannoverschen Maler Reinhold Ebeling großzügig restauriert. Das Deckengemälde zeigt Christus als Weltenherrscher mit den vier Evangelisten.
1900 wurde im ersten Gewölbe der Kirche eine Empore eingebaut, auf dem die neue Orgel Platz hatte. Die heutige Orgel hat 13 Register auf zwei Manualwerken und Pedal und wurde 1981 von dem hannoverschen Orgelbauer Emil Hammer erbaut. Das Instrument verfügt über einen Tremulanten, der auf das gesamte Werk wirkt, und über einen Cymbelstern.
- I Hauptwerk C-f3: Principal 8’, Rohrfloit 8’, Octav 4’, Quint 3’, Octav 2’, Mixtur IV, Dulcian 8’
- II Brustwerk C-f3: Gedact 8’, Floit 4’, Waldfloit 2’, Quint 1 1⁄2’, Regal 8’
- Pedalwerk C-f1: Subbaß 16’
- Koppeln: I/P, II/P.

Von den drei Glocken im Turm stammt die älteste aus dem 13. Jahrhundert. Die beiden anderen Glocken wurden 1958 und 2021 gegossen.